# آی کایانو
آی کایانو (انگلیسی: Ai Kayano; ۱۳ سپتامبر ۱۹۸۷ – ) خواننده، صداپیشه، بازیگر، و تهیه‌کننده تلویزیونی اهل ژاپن بود. وی از سال ۲۰۱۰ میلادی تاکنون مشغول فعالیت بوده‌است.